# Walter González
Walter Rodrigo González Sosa, noto semplicemente come Walter González (Doctor Juan León Mallorquín, 21 giugno 1995), è un calciatore paraguaiano, attaccante dello Sp. Luqueño.

## Caratteristiche tecniche
È un centravanti.

## Carriera
Cresciuto nel settore giovanile dell'Olimpia, ha esordito in prima squadra il 28 giugno 2014 disputando l'incontro di División Profesional perso 1-0 contro il Libertad